# Coupe du Commissaire
La Coupe du Commissaire, également appelé Coupe du Président, est un trophée de hockey sur glace. Elle est remise annuellement dans la Ligue nord-américaine de hockey, ligue professionnelle du Québec, à l'équipe ayant terminé première au classement général lors de la saison régulière.
Cette coupe est remise depuis la création de la ligue, soit en 1996-1997, quel que soit le nom de la ligue — Ligue de hockey semi-professionnelle entre 1996 et 2003 (LHSPQ), Ligue de hockey senior majeur du Québec pour la saison 2003-2004 (LHSMQ) et Ligue nord-américaine de hockey depuis (LNAH).

## Vainqueur de la Coupe du Commissaire
| Saison    | Vainqueur                                 | Ligue |
| --------- | ----------------------------------------- | ----- |
| 1996-1997 | Nova d'Acton Vale                         | LHSPQ |
| 1997-1998 | Grand Portneuf de Pont-Rouge              | LHSPQ |
| 1998-1999 | Blizzard de Joliette                      | LHSPQ |
| 1999-2000 | Garaga de Saint-Georges                   | LHSPQ |
| 2000-2001 | Garaga de Saint-Georges                   | LHSPQ |
| 2001-2002 | Garaga de Saint-Georges                   | LHSPQ |
| 2002-2003 | Prolab de Thetford-Mines                  | LHSPQ |
| 2003-2004 | Prolab de Thetford-Mines                  | LHSMQ |
| 2004-2005 | Radio X de Québec                         | LNAH  |
| 2005-2006 | Radio X de Québec                         | LNAH  |
| 2006-2007 | Summum-Chiefs de Saint-Jean-sur-Richelieu | LNAH  |
| 2007-2008 | Top Design de Saint-Hyacinthe             | LNAH  |
| 2008-2009 | Lois Jeans de Pont-Rouge                  | LNAH  |
| 2009-2010 | Saint-François de Sherbrooke              | LNAH  |
| 2010-2011 | Cool FM 103,5 de Saint-Georges            | LNAH  |
| 2011-2012 | Marquis de Saguenay                       | LNAH  |
| 2012-2013 | Marquis de Jonquière                      | LNAH  |
| 2013-2014 | Viking de Trois-Rivières                  | LNAH  |
| 2014-2015 | Éperviers de Sorel-Tracy                  | LNAH  |
| 2015-2016 | Marquis de Jonquière                      | LNAH  |
| 2016-2017 | Marquis de Jonquière                      | LNAH  |
| 2017-2018 | Éperviers de Sorel-Tracy                  | LNAH  |
| 2018-2019 | Assurancia de Thetford                    | LNAH  |
| 2019-2020 | Assurancia de Thetford                    | LNAH  |
| 2020-2021 | * pas de saison *                         | LNAH  |
| 2021-2022 | Assurancia de Thetford                    | LNAH  |
| 2022-2023 | Pétroliers du Nord                        | LNAH  |